# Unter der See
Unter der See (Originaltitel The Seas Beneath) ist ein US-amerikanischer Kriegsfilm aus dem Jahr 1931 von John Ford. Der Film wurde von 20th Century Fox produziert und basiert auf einer nie veröffentlichten Erzählung des ehemaligen Commanders der U.S. Navy James Parker jr. Er gehört zu den Pre-Code-Filmen. George O’Brien und Marion Lessing sind in den Hauptrollen besetzt.

## Handlung
Im August 1918 läuft ein Schiff unter der Leitung von Commander Robert Kingsley aus, um als U-Boot-Falle das vor Gibraltar operierende deutsche U-Boot unter dem Kommando von Baron von Steuben zu bekämpfen. Die Schiffsmannschaft wird darin trainiert, sich so zu verhalten, als sei sie auf einem neutralen Handelsschiffes tätig. Zudem führt das Schiff im Schlepp ein antriebsloses U-Boot mit sich.
Auf den Kanarischen Inseln wird ein Versorgungshalt eingelegt, die Mannschaft bekommt Landgang. Kingsley begegnet einer schönen blonden Frau. Es handelt sich um Anna Marie von Steuben, die Schwester des deutschen U-Boot-Kapitäns. Ihr Freund Franz Schiller beauftragt die Tänzerin Lolita, die Amerikaner auszuspionieren. 
Lolita flirtet mit dem Offizier Cabot und kann ihn mit drogenversetztem Wein bewusstlos machen. Ein deutscher Offizier durchsucht Cabot, damit wird klar, dass Cabot Angehöriger der U.S. Navy ist. Das US-Schiff legt ab, obwohl Cabot vermisst wird. Als dieser aus seiner Bewusstlosigkeit erwacht, erkennt er sofort seine gefährliche Lage. Er sieht, wie Lolita von einem deutschen Offizier Geld bekommt. Dann schleicht er sich auf das Boot, mit dem die Deutschen zum U-Boot gebracht werden und legt Feuer. Cabot wird erschossen und bekommt auf Grund seiner Tapferkeit von seinen Feinden ein Seemannsgrab, bei dem die Deutschen ihm salutieren.
Das Feuer hat das Boot leckschlagen lassen, Anna Marie kann sich in ein Rettungsboot flüchten. Die Amerikaner finden Cabots Leiche und das Rettungsboot. Kingsley befragt Anna Marie zu den Umständen, sie gesteht ihm, die Schwester des feindlichen Kapitäns zu sein. Als das deutsche U-Boot auftaucht, verhält sich die Schiffsbesatzung wie zuvor geübt, doch Anna Marie signalisiert dem U-Boot, auf Abstand zu bleiben. Kingsley droht, sie erschießen zu lassen, sollte sie weitere Warnungen signalisieren.
Kingsley lässt das eigene U-Boot angreifen. Im folgenden Gefecht kann das deutsche U-Boot versenkt werden. Die Überlebenden, unter ihnen auch der Kommandant, werden gefangen genommen. Kingsley macht Anna Marie einen Heiratsantrag, doch sie lehnt ab. Sie fühlt sich ihrem Land und ihren Leuten verpflichtet, versichert Kingsley jedoch, dass sie nach Kriegsende zurückkommen werde.

## Produktion

### Produktionsnotizen
Gedreht wurde der Film von Mitte Oktober bis Anfang Dezember 1930 in Two Harbors auf Santa Catalina Island. 
Die diesem Film zu Grunde liegende Erzählung wurde nie veröffentlicht. In zwei Ausgaben des Adventure Magazines erschien Ende November die Erzählung Pigboats von Edward Ellsberg, die der Originalstory Seas Beneath auffallend ähnlich war. Das Studio verzichtete jedoch auf eine Urheberrechtsklage.
Im Film kam der dreimastige Schoner Metha Nelson zum Einsatz, der auch in den Fox-Filmen The Sea Wolf (1930) von Alfred Santell und The Painted Woman (1932) mit Spencer Tracy genutzt wurde.

### Stab und Besetzung
Duncan Cramer war der Filmarchitekt.
In kleinen nicht im Abspann erwähnten Nebenrollen traten Francis Ford als Kapitän Eric und der ehemalige Olympia-Ringer Nat Pendleton als Butch Wagner auf.
Für Marion Lessing und Walter C. Kelly soll dies ihr erster Auftritt in einem Spielfilm gewesen sein. Lessing war zuvor in Kurzfilmen aufgetreten. In einem späteren Interview behauptete Ford, der Studioleiter habe ihm Lessing offeriert, weil er gedacht habe, sie könne Deutsch, was sie nicht konnte. Weiter behauptete der Regisseur, dass Studio habe die Hölle aus dem Film gemacht. Marguerite Churchill soll ursprünglich für die Rolle, die Lessing dann spielte, vorgesehen gewesen sein. Sie übernahm jedoch lieber die Hauptrolle in einem anderen Film. Churchill war von 1933 bis 1948 mit George O’Brien verheiratet. John Loderer erhielt eine Erschwerniszulage von 1.000 Dollar, weil ihm seine Rolle abverlangte, sich seine Haare abrasieren zu lassen.

### Veröffentlichung
Die Premiere des Films fand am 30. Januar 1931 in New York statt, bevor er am 29. März 1931 allgemein in den USA veröffentlicht wurde. In der Bundesrepublik Deutschland wurde er am 24. Juni 1976 im deutschen Fernsehen in der Originalfassung mit deutschen Untertiteln ausgestrahlt. In Österreich lief er unter dem Titel In gefährlicher Mission sowie dem Alternativtitel Kameraden.
Am 24. Februar 1931 wurde The Seas Beneath im Vereinigten Königreich veröffentlicht. Im selben Jahr lief er zudem in Irland, Australien, Dänemark, Spanien (Madrid) und Schweden an, 1932 in Finnland und Frankreich. Im November 1983 wurde er in Portugal veröffentlicht. Veröffentlicht wurde der Film zudem in Argentinien, Brasilien, Kroatien, Griechenland, Italien, Japan, Slowenien und im ehemaligen Jugoslawien. 

## Kritiken
Das Lexikon des internationalen Films schrieb: „Ein eher kurioser als überzeugender Abenteuer-Kriegsfilm; John Ford sagte, daß einige Dinge, auch die Kriegsszenen, gut seien, die Geschichte selbst aber schlecht sei.“
Mordaunt Hall von der New York Times nannte den Film überraschend und vielleicht unbewusst amüsant für Offiziere und Navy-Angehörige. Die melodramatischen Vorfälle und die gewandte Unterhaltung bereiteten Vergnügen. George O’Brien mache seine Sache ganz gut, auch Henry Victor präsentiere als deutscher U-Boot-Kommandant eine gute Leistung.
Bei Remember it For Later hieß es, Fords Film dürfe „vor allem hinsichtlich seiner klaren dreiteiligen Struktur als absolut wegweisender Beitrag zum Actionfilm betrachtet werden“. Dennis Schwartz war der Meinung, dies sei keiner von Fords besseren Filmen, sondern eine langweilige Überarbeitung von Men Without Women von 1930. Die fiktive Geschichte aus dem Ersten Weltkrieg schaffe es nicht, die Realität über den Krieg einzufangen, zudem sei die Leistung der Schauspieler größtenteils steif und auch die Bemühungen, einige komische Momente einzufangen, sei nie ganz zufriedenstellend.